# 大浦清一
大浦 清一（おおうら きよかず、1956年4月27日 - ）は、日本の実業家。貸しレコード店・黎紅堂（）創業者。日本でさきがけとなる貸しレコード店を開き、貸しレコードブームをつくり、日本のレンタルビジネスを確立した人物として知られる。日本レコードレンタル商業組合（現日本コンパクトディスク・ビデオレンタル商業組合）の前身組織である任意団体・日本レコードレンタル協会で理事長を務めた。

## 来歴・人物
鹿児島県大島郡喜界町出身。1975年巣鴨高等学校卒業。立教大学在学中に日比谷図書館でレコードを貸し出していることに着目し、「クラシックではなく若者好みのロックやニューミュージックを中心にしたら需要があるのでは」と考え、1980年6月15日に東京都三鷹市で黎紅堂の1号店を開業。当初置いていたレコードはわずか860枚であったものの、2カ月で開店時の借入金を返済したほど順調な滑り出しとなった。同年11月には、早くも直営店1号を、12月にはチェーン店1号を設け、若年層の支持を集めて全国にフランチャイズ展開していった。さらに1981年1月17日付の「日本経済新聞」で取り上げられたのをきっかけに、ますます客と支店が増えていくこととなった。
しかし、1982年に日本レコード協会加盟のレコード会社13社より貸しレコードは著作権法違反であるとして提訴され、同業他社と共に任意団体・日本レコードレンタル協会を結成。1984年3月、協会を中小企業団体の組織に関する法律に基づく商工組合・日本レコードレンタル商業組合へ改組し、初代理事長に就任。レコード会社との訴訟において和解協議を成立させ、同年の著作権法改正における「公正な使用料をもって許諾すること」とする国会の附帯決議を基にレンタルビジネスを確立した。